# Arkalgud
Arkalgud là một thị xã panchayat của quận Hassan thuộc bang Karnataka, Ấn Độ.

## Địa lý
Arkalgud có vị trí 12°46′B 76°04′Đ / 12,77°B 76,06°Đ Nó có độ cao trung bình là 916 mét (3005 feet).

## Nhân khẩu
Theo điều tra dân số năm 2001 của Ấn Độ, Arkalgud có dân số 15.184 người. Phái nam chiếm 51% tổng số dân và phái nữ chiếm 49%. Arkalgud có tỷ lệ 65% biết đọc biết viết, cao hơn tỷ lệ trung bình toàn quốc là 59,5%: tỷ lệ cho phái nam là 73%, và tỷ lệ cho phái nữ là 58%. Tại Arkalgud, 12% dân số nhỏ hơn 6 tuổi.